# Patrick M. Neuwirth
|  | Sammenskrivningsforslag Artiklen Patrick M. Neuwirth er foreslået føjet ind i Slipknots medlemmer. (Siden august 2019) Diskutér forslaget |

Patrick M. Neuwirth var den originale guitarist for Slipknot fra 1991-1992. Patrick plejede at hjælpe Shawn Crahans første band Heads on the Wall sammen med eks-guitaristen Quan "Meld" Nong. Han forlod bandet få måneder inden 1993. Patrick havde ikke nogen maske. Hans nuværende erhverv er metalskulptør og møbledesigner.